# 幸福への出発
『幸福への出発』（こうふくへのしゅっぱつ）は宗教法人生長の家の布教番組。

## 概要
毎週末早朝5時台から7時台に、全国のAMラジオ局で放送されていた。2020年12月末をもってラジオ番組としては終了。
教団本部講師の講話に続き、番組後半には各地の信者向けに教団支部のイベント告知等を挿入する形式。放送時間は15分 - 25分と、局によって異なる。なお、それらのこともあり、オープニングやエンディングのBGMやナレーションは各局で異なるあたりがほかの宗教番組と異なる。
殆どの局では日曜の放送だが、琉球放送と山梨放送（他局より1日早い）および以前の栃木放送（他局より6日遅れ）では土曜日に放送されていた。
放送終了後、同一内容がポッドキャストとYoutubeでも配信される。

## ネット局
それぞれ放送時間の早い順から記載。

### ラジオ番組終了時点
| 放送対象地域   | 放送局名           | 放送時間         | 備考                                                          |
| -------------- | ------------------ | ---------------- | ------------------------------------------------------------- |
| 沖縄県         | 琉球放送（RBC）    | 土曜 5:30 - 5:45 | 2020年12月26日放送分をもって放送終了。                        |
| 山梨県         | 山梨放送（YBS）    | 土曜 5:45 - 6:00 | [ 1 ]                                                         |
| 関東広域圏     | ニッポン放送（LF） | 日曜 4:40 - 5:00 | （土曜 28:40 - 29:00） 2020年12月27日放送分をもって放送終了。 |
| 京都府・滋賀県 | KBS京都 KBS滋賀    | 日曜 5:20 - 5:40 |                                                               |
| 富山県         | 北日本放送（KNB）  | 日曜 5:30 - 5:45 | 以前は日曜 7:30 - 7:45。                                      |
| 東海広域圏     | 東海ラジオ（SF）   | 日曜 5:40 - 6:00 |                                                               |
| 兵庫県         | ラジオ関西（CRK）  | 日曜 6:30 - 6:50 |                                                               |
| 福井県         | 福井放送（FBC）    | 日曜 7:00 - 7:15 |                                                               |

### 過去
| 放送対象地域   | 放送局名                      | 放送時間                              |
| -------------- | ----------------------------- | ------------------------------------- |
| 栃木県         | 栃木放送（CRT）               | 土曜 6:40 - 6:55 『サタデーとちぎ』内 |
| 広島県         | 中国放送（RCC）               | 日曜 5:40 - 6:00                      |
| 北海道         | HBCラジオ                     | 日曜 5:55 - 6:20                      |
| 新潟県         | 新潟放送（BSN）               | 日曜 6:00 - 6:15                      |
| 静岡県         | 静岡放送（SBS）               | 日曜 6:00 - 6:20                      |
| 長崎県・佐賀県 | 長崎放送（NBC） NBCラジオ佐賀 | 日曜 6:15 - 6:30                      |
| 熊本県         | 熊本放送（RKK）               | 日曜 6:15 - 6:30                      |
| 岡山県         | 山陽放送（RSK）               | 日曜 6:15 - 6:35                      |
| 山口県         | 山口放送（KRY）               | 日曜 6:20 - 6:35                      |
| 福岡県         | KBCラジオ                     | 日曜 6:25 - 6:40                      |
| 島根県・鳥取県 | 山陰放送（BSS）               | 日曜 6:25 - 6:45                      |
| 愛媛県         | 南海放送（RNB）               | 日曜 6:35 - 6:55                      |
| 大分県         | 大分放送（OBS）               | 日曜 6:45 - 7:00                      |
| 香川県         | 西日本放送（RNC）             | 日曜 7:10 - 7:30                      |
| 鹿児島県       | 南日本放送（MBC）             | 日曜 7:10 - 7:30                      |
| 福島県         | ラジオ福島（rfc）             | 日曜 7:30 - 7:50                      |
| 岐阜県         | ぎふチャン                    | 日曜 7:30 - 7:50                      |